# Елена Христова
Елена Петрова Христова е преводачка от испански, писателка и поетеса.

## Биография
Родена е в София на 22 ноември 1943 г. Завършила е Българска филология в Софийския университет „Св. Климент Охридски“.
Работила е като специалист – филолог, литературен сътрудник и преподавател по български език.
Превежда от испански бестселърите на Кармен Рико-Годой:
- „Как да оцелееш при опита да си жена“ (1994) – ISBN 954-8444-01-1, 9789548444019 и
- „Рогоноската“ (1994) – ISBN 954-618-005-X, 9789546180056.

### Авторски книги
- „Скъпоценни камъни, зодии и легенди“ (I изд. – 1999; II изд. – 2000) ISBN 954-8408-07-4, 9789548408073
- „Скъпоценни камъни, любопитни факти, лечебни свойства“ (2002)[2][3]
- „Обичам те, не знам защо и без да зная докога“ – поезия (2006) ISBN 954-353-022-Х, 978-954-353-022-9
- „Скъпоценни камъни за деца“ (2007) ISBN 978-954-353-047-2
- „Смешно магазинче, весели разкази“ (2008)
- „Тайните на камъните, безценни като любовта“ (2009)
- „Дона и змеят“ – приказка (2010)
- „Горска приказка“ (2010)
- „Нещо хубаво се случва. Картини от живота на едно малко момиче“ (2010)
- „Amore mio“ – разкази и стихове (2012) ISBN 978-954-353-198-1
- „Нечакани Срещи“ (разкази за любов и нелюбов) – разкази (2016, София, изд. „Лабиринти А.Я.С.“)
- „Играта на огъня“ (стихове). София, 2018, Графичен дизайн: Петя Цветкова, Издател: Е.П.Х. ISBN 978-619-91169-1-3 (книжното издание е с QR-код, линк към видео-музикален клип „Играта на огъня“ от Дейвид Уоткинс, в изпълнение на арфа от Е. Г. Христова от НМУ София, вдъхновил автора и заснет специално за тази стихосбирка.)
- „Истини и легенди за скъпоценните камъни“. София, 2019, ISBN 978-619-91169-2-0
- „Малки истории“ – разкази – Автори: Елена Христова и Елена Г. Христова; редактори Цветана Живкова и Николина Златкова, графично оформление Петя Цветкова, София, 2020 ISBN 978-619-91169-3-7

### Публикации в периодичния печат
- „Кармен Рико-Годой“. – Земеделско знаме, бр. 32, 1994, с.4.
- „Една непозната биография“. – Век 21, бр. 43, 1994, с.12.
- „Две хубави жени и една хубава книга“. – в. Хубава жена, бр. 46, 1994, с.5.
- „Не само в приказките има най-добри образи“. – в. Българска корона, бр. 33, 1994, с.6.
- „Демон ли е любовта? Най-новият роман на Габриел Гарсия Маркес“. – в. Дума, бр. 117, 1994, с.13.
- „Завесата се вдига“. – в. Столица, бр. 38, 1994, с.7.
- „Най-продаваната книга в Испания“. – в. Дума, бр. 135, 1994, с.13.
- „Отговорите на Ана“ (за „Рогоноската“). – в. Земеделско знаме, бр. 68, 1994, с.3.
- „С лекота за сериозното“ (за „Рогоноската“). – в. Столица, бр. 19, 1994, с.12.
- „Чаровният Мигел Босе“. – в. Хубава жена, бр. 10, 1995, с.19.
- Испанска приказка, „Хуан козаря“ – АНТЕНИ, бр. 12, 1996, с.9.
- „Жена, която носи карнеол, винаги я обичат“ – Дума, съботно приложение „Съкровища“, 5 април 2008.
- „Престъпление от любов“ – сп. Пламък, бр. 2, 2016 (стр. 80).
- „Може би е любов“ – разказ – сп. Пламък, бр. 4, 2017 (стр. 61).
- „Продавам пишеща машина „Марица“ изгодно“ – разказ – сп. Пламък, бр. 3, 2019 (стр. 21)

### Преводи в периодичния печат
- Габриел Миро, „Водата и инфантата“. – в. Демократична седмица, бр.16, 1990, с.8.
- Ин мемориам Онелио Хорхе Кардосо – в. Демократична седмица, бр.25, 1990, с.4.
- Мълчаливите кътчета – стихове от Карлос Едуардо Патиньо – Век 21, бр.7, 1991, с.7.
- Габриел Миро, „Реката“. – Век 21, бр.13, 1991, с.7.
- Дайна Чавиано, „Повелителката на змиите“. – Век 21, бр.25, 1991, с.7.
- „Ръката на мравката“ – антология на най-кратките разкази в света от Антонио Фернандес Ферер – Век 21, бр.30, 1991, с.7.
- Хосе Мария Бермехо, „Изящество, плам и лудост“. – Век 21, бр.31, 1991, с.7.
- Антонио Кабалеро, „Да се обърнем назад“. – Век 21, бр.36, 1991, с.7.
- Хуан Педро Киньонеро, „Една толкова сладка окупация“. – Век 21, бр.43, 1991, с.7.
- „Павароти, феноменът“. – в. Кураж, бр.17, 1991, с.7.
- Хорхе Луис Борхес, „Човекът на прага“, сп. ПИК, бр.49, 1991, с.41 – 43.
- Габриел Гарсия Маркес, „Удоволствието да разказваш“, сп. ПИК, бр.6, 1992, с.35 – 37.
- Франсиско Ортис Чапаро, „Конквистата – женски род, единствено число“, сп. ПИК, бр.10, 1992, с.45 – 47.
- Карлос Гарсия, „С нож в гърба“, сп. ПИК, бр.26, 1992, с.36 – 39.
- Алфредо Брайс Еченике, „Самият дворец“, СЪВРЕМЕННИК, бр.3, 1992, с.269 – 278.
- Франсиско Умбрал, „Фарсът“. – Век 21, бр.12, 1992, с.7.
- Габриел Миро, „Морето“. – Век 21, бр.30, 1992, с.7.
- Марио Варгас Льоса, „Похвала на мащехата“ (откъс).– Век 21, бр.25, 1992, с.7.
- Октавио Пас за виталността на поезията. – Век 21, бр.35, 1992, с.7.
- Антонио Ернандес Монтоя, „Визуална поезия?“. – Век 21, бр.41, 1992, с.7.
- Нито една несигурна стъпка (за Хулио Иглесиас). – в. Кураж, бр.31, 1992, с.11.
- Марио Варгас Льоса, „Похвала на мащехата“. – в. Кураж, бр.34, 35, 36, 37, 38, 39, 40, 41, 43, 44, 45, 46 (1992); бр.1, 2, 3, 4 (1993).
- Стихове от Висенте Алейсандре. – Век 21, бр.1, 1993, с.12.
- Мемпо Джиардинели, „Сантиментално пътуване“. – Век 21, бр.30, 1993, с.11.
- Монсерат Кабайе, „Заслужава си ...“. – Век 21, бр.27, 1993, с.12.
- Носителят на премията „Планета 1993“ (за Марио Варгас Льоса). – Век 21, бр.3, 1994, с.11.
- Густаво Адолфо Бекер, „Маестро Перес, органиста“. – Век 21, бр.51, 1994, с.11.
- Бернардо Кордон, „Завоеванието“. – АНТЕНИ, бр.7, 1994, с.9.
- Венсеслао Фернандес Флорес, „Аз и крадецът“. – в. Кураж, бр.11 – 12, 1994, с.31.
- Пако де Лусия, „Фламенкото е своеобразен език“. – Век 21, бр.28, 1994, с.11.
- „Време за садене на бегонии“ – Криминални новели от Хуан Игнасио Ферерас – АНТЕНИ, бр.14, 15, 16, 17, 18, 19, 20, 1994.
- Луис Адриан Бетанкур, „Триъгълник в осмата ямка“. – АНТЕНИ, бр.46, 47, 48, 49, 50; 1994.
- Габриел Гарсия Маркес, „За любовта и други демони“ (откъси). – АНТЕНИ, бр.6, 7, 8, 9; 1995.
- Алфредо Брайс Еченике, „Откриването на Америка“. – Век 21, бр.30, 1995, с.19.
- Алфредо Брайс Еченике, „Apples“. – Литературен форум, бр.5, 1995, с.8.
- Андреу Мартин, „Това, което най-много искаш“. – АНТЕНИ, бр.31, 32, 33, 34, 35, 36, 37, 38, 39; 1995.
- Карлос Фисас, „Анекдоти за литературни знаменитости“ – Век 21, бр.37, 1995, с.15.
- Цветът на моята тайна (за Педро Алмодовар) – Век 21, бр.39, 1995, с.15.
- Мая Плисецка, „Пощенски картички от леда“ – АНТЕНИ, бр.8, 1996, с.12 – 13.
- Алваро Варгас Льоса, „Варгас Льоса интервюира Варгас Льоса“ – Век 21, бр.9, 1996, с.15.
- Мануел Кинто, „Клеймото на дявола“ – АНТЕНИ, бр.17, 18, 19, 20, 21, 22, 1996.
- Хуан Састураин, „Посоките на водата“ – АНТЕНИ, бр.34, 36, 37, 38, 1996.
- Карлос Фисас, „Анекдоти за прочути жени“ – Век 21, бр.13, 14, 1997.
- Рикардо де ла Сиерва, „Аз Филип II“ (откъси) – Век 21, бр.7, 1998, с.15.
- Октавио Пас, „Пачуко и други крайности“ (из „Лабиринтът на самотата“) – Век 21, бр.8, 9, 1998.